# Asmi Bischara

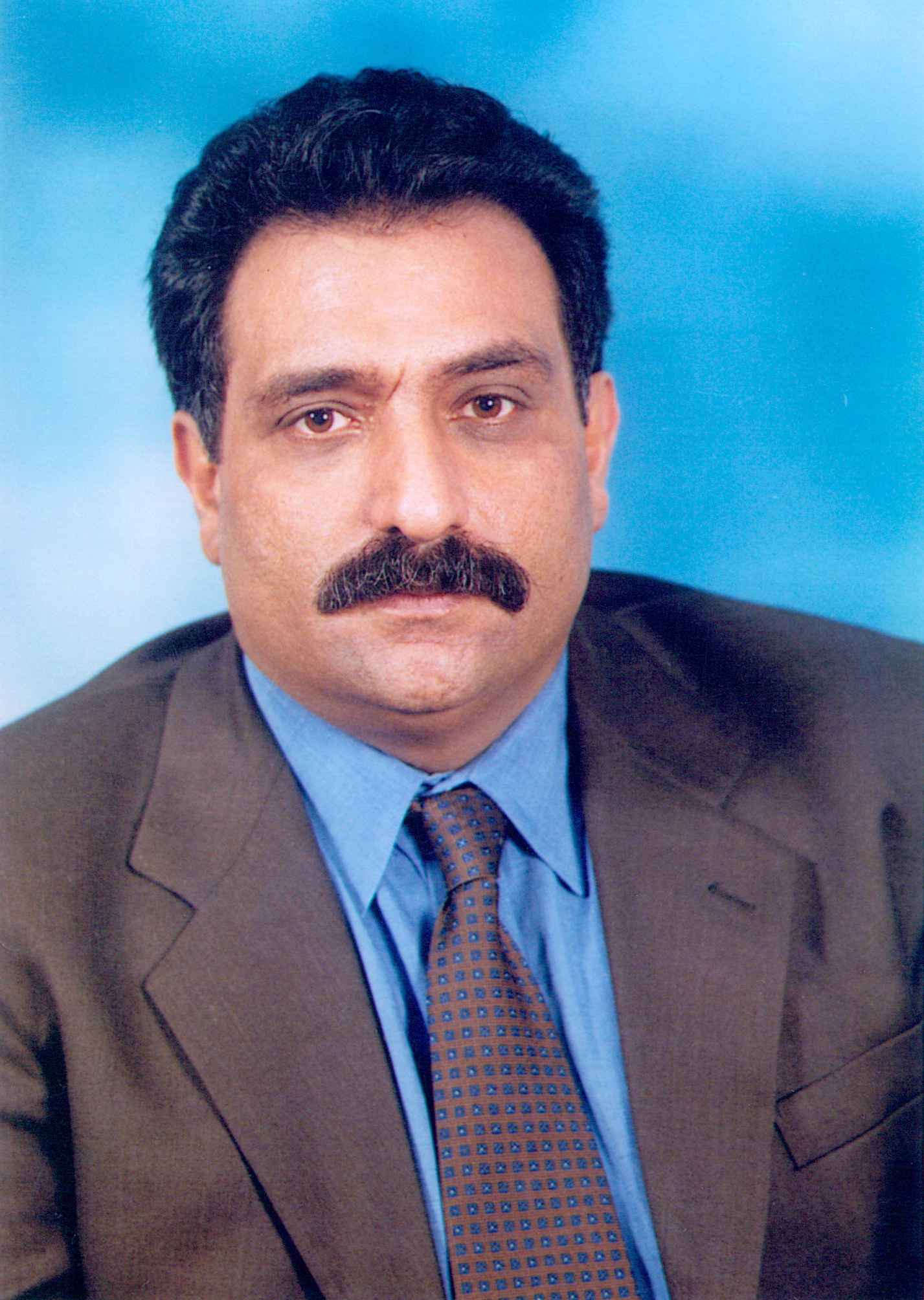
Asmi Bischara

Asmi Bischara (arabisch عزمي بشارة, DMG ʿAzmī Bišāra; * 22. Juli 1956 in Nazareth) ist ein arabischstämmiger israelischer akademischer Denker, Schriftsteller und Autor. Er promovierte in Berlin in Philosophie und war in Israel Vorsitzender der Partei Balad und Knesset-Abgeordneter. Er leitete als Generaldirektor das Arabische Zentrum für Forschung und politische Studien.

## Leben
Azmi Bischara wurde am 22. Juli 1956 in der Stadt Nazareth in der Region Galiläa im Norden Palästinas geboren, die nach der Nakba 1948 zum administrativen und kulturellen Zentrum der arabischen Israelis wurde. Bischara wuchs in einer christlichen Familie auf, die aus dem Dorf Tarshiha im oberen Galiläa stammt. Er wuchs in seiner Heimatstadt im westlichen Viertel auf, das in der Nähe der Dörfer lag, aus denen die Bewohner 1948 vertrieben worden waren. In derselben Stadt begann er seine frühe Bildungsreise in der Baptisten-Schule.

## Studium und Lehre
Von 1974 bis 1977 studierte Bischara an der Universität Haifa, dann an der Hebräischen Universität Jerusalem bis 1980. Er verließ Palästina, um schließlich an der Humboldt-Universität zu Berlin 1986 in Philosophie zu promovieren mit der Dissertation Logischer und historischer Zugang zur Forschung des Buchs „Das Kapital“ von Karl Marx. Er lehrte als Professor an der Universität Bir Zait und forschte am Van Leer Institute in Jerusalem.

## Politik
Seine politische Karriere begann als Gründer des nationalen Komitees für arabische Sekundarschüler, in dem er am 6. April 1974 auf der ersten arabischen Sekundarschülerkonferenz zum Präsidenten gewählt wurde. Er wurde prominenter Anführer der arabischen Studentenbewegung an den israelischen Universitäten. Bischara erhielt den Ibn-Ruschd-Preis für Freies Denken im Jahr 2002 und den Menschenrechtspreis von Global Exchange im Jahr 2003.
Bischara gründete 1995 die Partei Balad und war ein arabisches Knesset-Mitglied, das die palästinensischen Bürger Israels im Parlament vertrat. Es gab mehrere Versuche, seine parlamentarische Immunität aufzuheben. Er wurde beschuldigt, „den Feind in Kriegszeiten zu unterstützen“, beispielsweise die Hisbollah während des Libanonkriegs 2006, oder den jüdischen Staat abzulehnen und zu Demonstrationen während der zweiten Intifada aufgerufen zu haben. Deshalb floh er nach Doha.
Nach seinem Weggang aus Palästina im Jahr 2007 und der Fortführung seiner Bewegung in mehreren Ländern lebt Azmi Bischara derzeit in Katar. 2014 übernahm er für das katarische Medienunternehmen Fadaat Media die Verantwortung für das Gesamtprojekt Al-Araby, das aus der Zeitung The New Arab und dem Fernsehsender Alaraby TV besteht.
Um 2014 verwaltete er das 2010 gegründete Arabische Zentrum für Forschung und politische Studien und ist Vorsitzender des Kuratoriums des Instituts für postgraduales Studium in Doha. Anfang 2017 kündigte er seinen Rückzug aus der direkten politischen Aktion an, um „in Vollzeit an Forschung, Schreiben und intellektueller Weiterentwicklung zu arbeiten“. Er wurde von arabischen Regimen und Medien beschuldigt, während des Arabischen Frühlings eine wichtige Rolle zu spielen und in den Reihen der arabischen Völker gegen ihre Regime zu stehen.

## Forschungen
Azmi Bischara ist bekannt für Forschungen zu Zivilgesellschaft, Theorien des Nationalismus, zur arabischen Frage, Religion und Säkularismus, Erneuerung des arabischen Denkens und zur Analyse der Gesellschaft und des Staates Israel. Ebenso ist er bekannt für seinen Einfluss in der arabischen Öffentlichkeit, insbesondere während der Zweiten Intifada, des Libanonkriegs, der Aggression gegen Gaza und des Arabischen Frühlings in den Jahren 2011 und 2012. Er versuchte eine Theorie der demokratischen Transformation und Bürgerrechte und verwendet die Philosophie in der analytischen Annäherung an die Sozialwissenschaft bei komplexen Themen wie: Freiheit, Gerechtigkeit, Religion, Mythologie, Säkularismus, Staat, Nationalismus, Nation, Zivilgesellschaft.
Anfang 2017 erschien sein Buch Verbannung des Exils, das ein längeres Interview mit dem Journalisten Saqr Abu Fakhr enthält, in dem er seine intellektuelle und politische Biographie zusammenfasst und seinen Rückzug aus der direkten politischen Aktion verkündet. Er erklärte in einem Interview mit Al Araby-TV, die Entscheidung vor zwei Jahren getroffen zu haben, und dass er sich auf intellektuelle Forschungsfragen und das Erziehen der Generationen konzentrieren wolle. Er fügte hinzu: „Aber ich werde Positionen in meinen Gedanken einnehmen, die den Themen der Menschen verpflichtet sind, so wie sie über mich wussten. Ich werde mein persönliches Gewissen nicht verlassen und ich werde bleiben, wo ich bin.“

## Positionen

### Zivilgesellschaft
Im Buch Civil Society: A critical Study (arab. 1996 / engl. 2008) erörtert Bischara den philosophischen Ursprung des Begriffs Zivilgesellschaft in den Anfängen der Moderne. Er diskutiert die Entwicklung der Zivilgesellschaft, ihre Trennung vom Staat, indem er die Geschichte des westlichen politischen Denkens mit der gesellschaftlichen Entwicklung vergleicht. Damit entkräftet er populäre Sichtweisen zum arabischen kulturellen und politischen Milieu.
Anfangs hatte die Zivilgesellschaft noch nicht die normative Dimension, die sie erst nach dem Zusammenbruch des sozialistischen Lagers erhielt. Mit der Darstellung der Zivilgesellschaft als Nation im Ausland und als Zivilgesellschaft gegenüber dem Inneren, wie er sie für Palästina festhält, hat er auch einen Beitrag zur Frage des Nationalismus geleistet, indem er zwischen ethnischem oder kulturellem Nationalismus einerseits und der politischen Nation andererseits unterscheidet.
Ferner gab er ein philosophisches Buch Ein Essay über die Freiheit und ein Buch Armee und Politik: theoretische Probleme und arabische Modelle heraus, um theoretisch und durch die Modelle von Syrien und Ägypten eine Lücke in der arabischen Literatur zu füllen.

### Arabischer Frühling

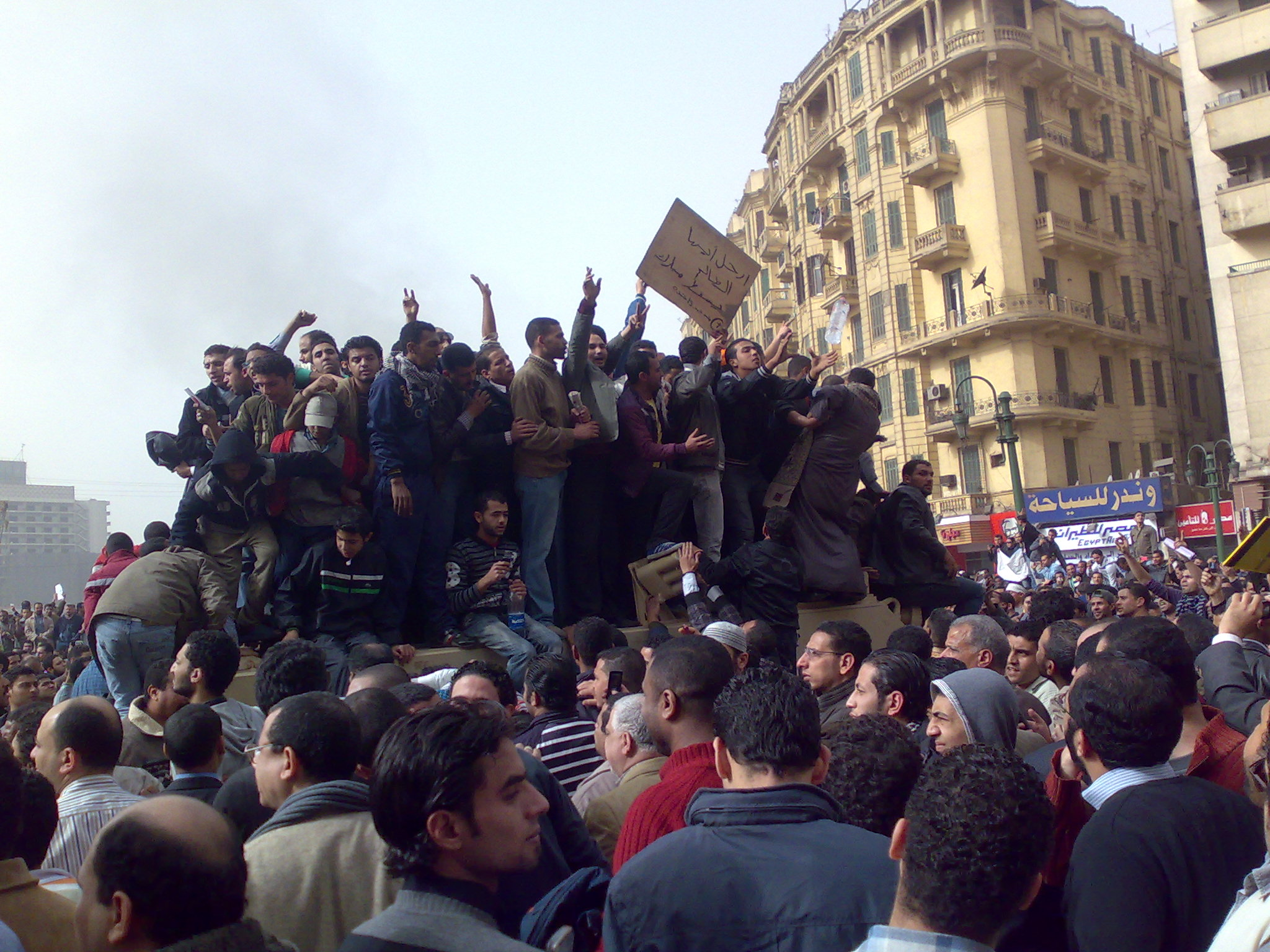
Demonstranten, die am 29. Januar 2011 auf einem Armee-Lastwagen in der Innenstadt von Kairo stehen

Bischara veröffentlichte Bücher über den Arabischen Frühling, insbesondere über die Revolution in Ägypten; er war in den Reihen des Arabischen Frühlings, der Ende 2010 aufkam, ausgehend von den moralischen Pflichten des „öffentlichen Intellektuellen“. Er wollte erreichen, gegen Ungerechtigkeit Stellung zu beziehen und die gerechten Bestrebungen von Menschen zu realisieren, insbesondere der jungen Generation, die den Arabischen Frühling entzündete. Dies geschah zusätzlich zu den Aufgaben des aufgeklärten öffentlichen Intellektuellen in der Rationalisierung des Denkens über Fragen der Gesellschaft und des Staates und bei der Einnahme kritischer Positionen des Populismus. Bischara begleitete die Stimmen der Demonstranten auf den arabischen Plätzen, nicht nur durch seinen Medienauftritt über die Analyse von Revolutionen, sondern auch durch die Entwicklung eines demokratischen und rationalen Diskurses zugleich.
Dies zeigt sich in seinen letzten Büchern, z. B. Ein Araber in unseren Tagen zu sein und Die arabische Frage. Sie betonten, dass die Aufgabe der Demokratie darin bestehe, das Thema von demokratischer Regierungsführung parallel zu Bildung über die Werte der Demokratie zu stellen und nicht auf die Verbreitung demokratischer Kultur zu warten. Außerdem propagierte er seit Ende der 1990er Jahre die Idee der „Bürgerstaaten“. In vielen Fällen war dies ein Hinweis auf den Wandel, und viele haben sich darauf gestützt, um die Situation zu analysieren, gegen die sie rebelliert haben. Ende 2010 und Anfang 2011 betrachtete er die ersten Aufstände des Arabischen Frühlings als existentiellen Ruf nach Freiheit und Würde.
Seit Beginn des Arabischen Frühlings beschäftigte sich Bischara mit einem Forschungsprojekt, um mit den Revolutionen Schritt zu halten. Er begann in seinem Projekt mit der Tunesischen Revolution durch sein Buch Die ruhmreiche tunesische Revolution. Bischara schloss dabei wissenschaftliche Vergleiche zwischen einigen sozialen und wirtschaftlichen Aspekten in Tunesien vor der Revolution und den Aspekten, die in anderen arabischen Ländern kurz vor deren Revolutionen herrschten. Das Buch war ein analytischer Versuch, die Struktur der tunesischen Revolution und ihre Entwicklung durch ihre Tagebücher zu verstehen. Das Buch verfolgt die Geschichte der Aufstände und erklärt die Karte der Parteien in Tunesien am Vorabend der Revolution. Dann stellt es die Details der Fakten im Tagebuch des Aufstandes dar, wie sich die Ereignisse allmählich entwickelten, so dass Zine el-Abidine Ben Ali flüchten musste.

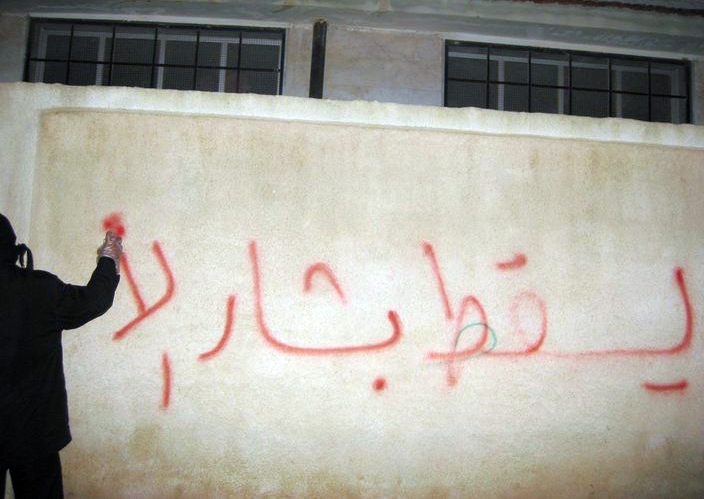
"Nieder mit Baschar". Regierungskritisches Graffiti aus der ersten Zeit des Aufstandes (2011)

Zu Beginn der Syrischen Revolution war Azmi Bischara ein Verfechter der Revolution in Schrift und Medienauftritt. Er schrieb ihre Daten und Ereignisse in seinem Buch Syrien: Weg des Schmerzes zur Freiheit: Ein Versuch in der gegenwärtigen Geschichte (2013), in zwei Phasen: friedliche und bewaffnete Zivilisation, basierend auf einer Analyse der Struktur des Regimes und der Beziehung zwischen Gesellschaft und Staat in Syrien. Der Autor stützte sich auf die Dokumente und Zeugnisse der Strategie des syrischen Regimes, die Revolution mit Gewalt zu unterdrücken, was zur Entstehung von Gewaltmustern führte, die in Syrien nie bekannt waren. Das Buch befasst sich mit den bewegenden Fakten, die in den wichtigsten Städten in Syrien stattfanden, und wie die Proteste friedlich begannen und dann zur Militarisierung übergingen und später die Waffen ergriffen.
Azmi Bischara begleitete die ägyptische Revolution mit seinen intellektuellen und politischen Ansichten und Analysen und verfasste darüber eine Reihe von Artikeln und Studien. Bischara war einer der prominentesten politischen Kommentatoren der Ereignisse der ägyptischen Revolution. Schließlich veröffentlichte er ein Forschungsbuch mit dem Titel Die ägyptische Revolution, in dem er die Geschichte der sogenannten Juli-Republik und die Übertragung von Macht und Autorität in der Armee auf die Präsidentschaft und die Sicherheitsapparate, den Aufstieg des Kampfes zwischen den Institutionen und die Geschichte der Proteste in Ägypten Revue passieren ließ. Er dokumentierte die Revolution vom 25. Januar bis zum Militärputsch und zeigte die Dynamik, die zum Putsch in der Ambition der Armee auf die Herrschaft und zur Auseinandersetzung zwischen den ägyptischen Eliten führte, bevor die Macht entzogen und der tiefe Staat zerschlagen wurde, zumal der Staat sich weder auf das demokratische System noch ihre Grundlage vor die Wahlen einigen konnte.

## Veröffentlichungen
Azmi Bischara hat Hunderte von Zeitschriftenartikeln veröffentlicht, darunter in Al Mustaqbal Al Arabi (die Arabische Zukunft), Journal of Palestine Studies, Al-Karmil, Wujuhat Nazar (Perspektiven), Omran, Arabische Politik, sowie in arabischen Zeitungen wie Al Khaleej, Al Hayat, Al Ahram, Al Ahram Weekly und Al Araby Al Jadeed seit ihrer Gründung im Jahr 2014.
Azmi Bischara schrieb über: Religion und Demokratie, Islam und Demokratie, die palästinensische Frage, Zivilgesellschaft und Demokratie, die Frage der arabischen Minderheit in Israel und die Minderheiten im Allgemeinen, die Araber und der Holocaust. Er hat vier literarische Werke veröffentlicht, in den Zeitschriften auf Arabisch, Deutsch, Hebräisch und Englisch geschrieben. Die folgenden Werke ragen hervor:

### Arabisch
1. Zivilgesellschaft: Eine kritische Studie (1996).
2. Arabisch-Israelisch: Eine Lesung im politischen unterbrochenen Diskurs. Es gab auch "Araber in Israel: Eine Vision von innen".
3. Behinderte Renaissance.
4. Intifada und israelische Gesellschaft.
5. Vom Judentum des Staates zu Sharon.
6. Barriere: Fragmente eines Romans.
7. Liebe im Schattenbereich: Roman von Fragmenten eines Platzes.
8. Unser Lied der Lieder.
9. Jahreszeiten (Gedichtband).
10. In der arabischen Frage: Einführung in eine arabische demokratische Erklärung.
11. Ein Araber in unseren Tagen zu sein.
12. Die ruhmreiche tunesische Revolution.
13. Gibt es in Ägypten ein koptisches Problem?
14. Der Intellektuelle und die Revolution.
15. Syrien: Weg des Schmerzes zur Freiheit.
16. Religion und Säkularismus im historischen Kontext (drei Bände).
17. Die Revolution in Ägypten (zwei Bände).
18. Ein Essay über die Freiheit.
19. Armee und Politik: Intellektuelle Probleme und arabische Modelle.
20. Konfessionalismus und imaginäre Gemeinschaften.

### Hebräisch
1. Identität und Identität-Industrie in der israelischen Gesellschaft.

## Preise
- 2002: Ibn-Rushd-Preis für Freies Denken, Berlin.
- 2004: den Menschenrechtspreis von Global Exchange in den USA.